# Elizabeth City
Elizabeth City är en stad i den amerikanska delstaten North Carolina med en yta av 24,7 km² och en folkmängd, som uppgår till 18 756 invånare (2022). Elizabeth City är beläget dels i Pasquotank County, dels i Camden County. Staden är administrativ huvudort i Pasquotank County.